# Arnoud van Amstel
Arnoud van Amstel soms ook Arent genoemd (overleden vóór 12 mei 1291) was heer van Benschop, Polsbroek en IJsselstein. Hij wordt ook gezien als de stamvader van het geslacht IJsselstein.
Hij was een zoon van Gijsbrecht III van Amstel en zijn mogelijke moeder was Bertha van Oegstgeest of Aleidis van Cuijk. Hij wordt voor het eerst genoemd in een document uit 1267 waar hij van het kapittel van Sint-Marie te Utrecht een pacht kreeg over Achtersloot. Zijn broer Gijsbrecht IV van Amstel getuigde hierbij. Tussen 1268 en 1275 stichtte hij een kasteel bij IJsselstein, waaruit hij in 1279 werd verdreven door graaf Floris V van Holland. Hij vluchtte toen naar kasteel Vreeland, een bezit van zijn broer Gijsbrecht, maar moet dit ook overgeven aan Floris V in 1280. Hij werd daarna gevangengenomen en naar Zeeland overgebracht. Op 27 oktober 1285 werd hij met zijn broer weer vrijgelaten na een verzoening met de graaf.:45-47
In 1290 komt Arnoud nog voor in oorkondes, maar met enige zekerheid kan worden aangenomen dat hij voor 12 mei 1291 overleden is. Hij was getrouwd met ene Johanna of Janne van wie hij zeker twee zoons had:
- Gijsbrecht van IJsselstein
- Arnold of Arnoud II van Benschop